# لاگ کابین (تگزاس)
لاگ کابین، تگزاس (به انگلیسی: Log Cabin, Texas) یک شهر در ایالات متحده آمریکا با جمعیت ۷۳۳ نفر است که در تگزاس واقع شده‌است.

## موقعیت جغرافیایی
موقعیت جغرافیایی شهرها و مناطق اطراف به شرح زیر است: